# Never Dreamed You'd Leave in Summer
Singles de Stevie Wonder
Heaven Help Us All
(1971) If You Really Love Me
(1971)
Never Dreamed You'd Leave in Summer est une chanson de l'auteur-compositeur-interprète Stevie Wonder, sortie en 1971.
Face B de sa reprise de We Can Work It Out des Beatles, la chanson entrera tout de même au Billboard Hot 100 et au UK Singles Chart.
Stevie Wonder interprète cette chanson en juillet 2009 lors de la cérémonie des funérailles de Michael Jackson.

## Contexte
En février 1971, Stevie Wonder produit sa reprise de We Can Work It Out. Ce faisant, il choisit de lui associer le titre Never Dreamed You'd Leave in Summer en guise de face B, un morceau qu'il a co-écrit avec Syreeta Wright (son épouse à l'époque) et co-arrangé par Paul Riser (en). Le titre fait office de promotion pour son prochain album, Where I'm Coming From qui sortira en avril et sur lequel il figurera.
Il s'agit d'une ballade décrivant une relation infructueuse via la métaphore du changement des saisons.
Stevie Wonder interprètera cette chanson ainsi que They Won't Go When I Go le 7 juillet 2009 lors de la cérémonie des funérailles de Michael Jackson : sa voix s'emplira d'émotion lorsqu'il appellera son ami durant le refrain final de Never Dreamed You'd Leave in Summer avec les paroles "Why didn't you stay?", qu'il modifiera en "Michael, Why didn't you stay?".

## Classement
| Classement (1971)              | Meilleure position |
| ------------------------------ | ------------------ |
| États-Unis (Billboard Hot 100) | 78                 |
| Royaume-Uni (UK Singles Chart) | 51                 |

## Accueil
Cash Box la décrit comme "un travail mélodique abouti soutenu par une interprétation exceptionnelle".
Pour Matthew Greenwald (Allmusic) : "La mélodie pop s'accompagne d'un arrangement brillant, utilisant des cordes et instruments à vent de manière subtile, donnant une couleur et un écho parfait aux paroles. Une chanson moins connue qui a bien vieilli et qui peut maintenant être considérée comme un de ses standards".

## Reprises
Informations issues de SecondHandSongs, sauf mention contraire.
Parmi la vingtaine de reprises recensées, on peut notamment citer :
- Three Dog Night sur Harmony (en) (1971),
- John Rowles sur Saying Goodbyes (1971),
- Jimmy Helms (en) sur Gonna Make You an Offer (1975),
- Joan Baez sur Diamonds and Rust (1975),
- Phil Collins sur Going Back (2010),
- James Blake sur Covers (2020).

## Utilisation dans les médias
Sauf indication contraire, les informations mentionnées dans cette section peuvent être confirmées par la base de données cinématographiques IMDb,  présente dans la section « Liens externes ».
- Une partie de la chanson est utilisée dans le film Poetic Justice de John Singleton (1993), la chanson figurant sur l'album de la bande originale[10].
- En 2018, dans la série télévisée Nola Darling n'en fait qu'à sa tête (saison 2, épisode 2)